# Waldemar Mosbauer
Waldemar Mosbauer (* 12. April 1938 in Huta) ist ein ehemaliger polnischer Radrennfahrer und nationaler Meister im Radsport.

## Sportliche Laufbahn
Mosbauer war im Straßenradsport und im Bahnradsport aktiv. Er begann mit dem Radsport 1957 im Verein ZKS Stal Stocznia Szczecin und wechselte ein Jahr später zu Arkonia Szczecin. Mit dem Bahnvierer von Broń Radom gewann er 1961 die nationale Meisterschaft in der Mannschaftsverfolgung mit Stefan Borucz, Jan Magiera und Lucjan Józefowicz. Auf der Straße wurde er 1960 Vizemeister im Einzelzeitfahren.

## Berufliches und Auszeichnungen
Nach seiner aktiven Karriere wurde er Trainer in Szczecin und war Mitbegründer des Vereins Gryf Szczecin. Er trainierte unter anderem Rajmund Zieliński, Czesław Polewiak und Henryk Woźniak. 1997 wurde ihm das Goldene Verdienstkreuz Polens und am 26. Januar 2009 das Ehrenabzeichen Gryfa Zachodniopomorskiego verliehen.